# キャメロン・コボルド (初代コボルド男爵)

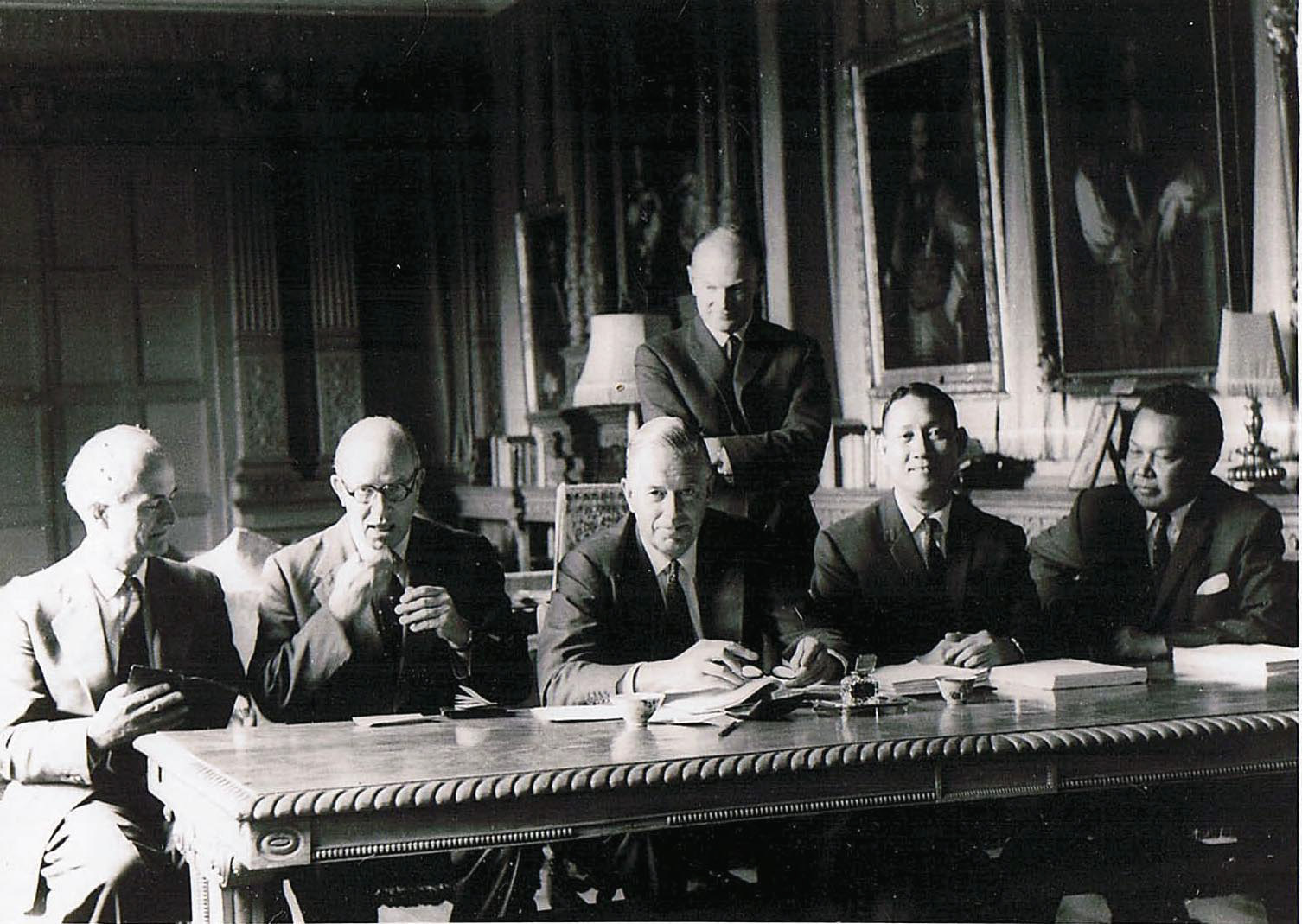
コボルド委員会の委員。真ん中に座っている人物がコボルド男爵。

初代コボルド男爵キャメロン・フロマンティール・コボルド（英語: Cameron Fromanteel Cobbold, 1st Baron Cobbold KG GCVO PC、1904年9月14日 – 1987年11月1日）は、イギリスの銀行家、政治家。イングランド銀行総裁（1949年 – 1961年）、宮内長官（1963年 – 1971年）を務め、1962年にコボルド委員会の委員長を務めた。

## 生涯
クレメント・ジョン・フロマンティール・コボルド（Clement John Fromanteel Cobbold、1882年8月27日 – 1961年1月24日、ナサニエル・フロマンティール・コボルドの息子）と一人目の妻ステラ・ウィラビー・サヴィル（Stella Willoughby Savile、1918年12月2日没、チャールズ・キャメロンの娘）の息子として、1904年9月14日にロンドンのイートン・テラス23号（23 Eaton Terrace）で生まれた。イートン・カレッジで教育を受けた後、1923年にケンブリッジ大学キングス・カレッジに進学したが、1年で退学した。
会計士やミラノで保険会社のマネージャーを務めた経験を持ち、その能力をイングランド銀行総裁モンタギュー・ノーマンに見出されて1933年にイングランド銀行に入った。1935年に総裁の顧問になり、同時期に金本位制が崩壊したためアメリカ、フランスとの三国通貨協定交渉（1936年）に関わった。1946年3月5日に副総裁に任命され、国際通貨基金と世界銀行の設立をめぐる交渉やイングランド銀行国有化をめぐる政府との交渉で能力を示した。1946年から1947年までロンドン州長官を務めた。
1949年3月8日、イングランド銀行総裁に任命された。以降1961年まで12年間総裁を務め、1949年ポンド危機、1957年政策金利裁判、1957年から1959年までのラドクリフ委員会による調査に見舞われたがこれを切り抜き、イングランド銀行の独立を守った。『オックスフォード英国人名事典』はコボルドを実用主義者で有能としつつ、演説嫌いで愛想が悪く、他人と打ち解けられなかったと評した。
1959年1月1日、枢密顧問官に任命された。1960年11月25日、連合王国貴族であるハートフォードシャーにおけるネブワースのコボルド男爵に叙された。1961年、マギル大学よりLL.D.の名誉学位を授与された
1962年1月16日にコボルド委員会の委員長に任命され、2月から4月にかけて北ボルネオとサラワクで現地住民がマレーシア連邦構想を支持しているかどうかの調査を行い、同年に報告書を公表した。
1963年1月29日にロイヤル・ヴィクトリア勲章ナイト・グランド・クロスを授与され、2月1日に宮内長官に任命された。
1970年4月23日、ガーター勲章を授与された。
1971年11月30日に宮内長官から退任、12月1日に侍従たる議員に任命され、1987年まで務めた。
1972年6月30日、ハートフォードシャーの副統監に任命された。
晩年はネブワースのレイク・ハウス（Lake House）で家族とともに過ごし、1987年11月1日に死去した。長男デイヴィッド・アントニー・フロマンティールが爵位を継承した。

## 家族

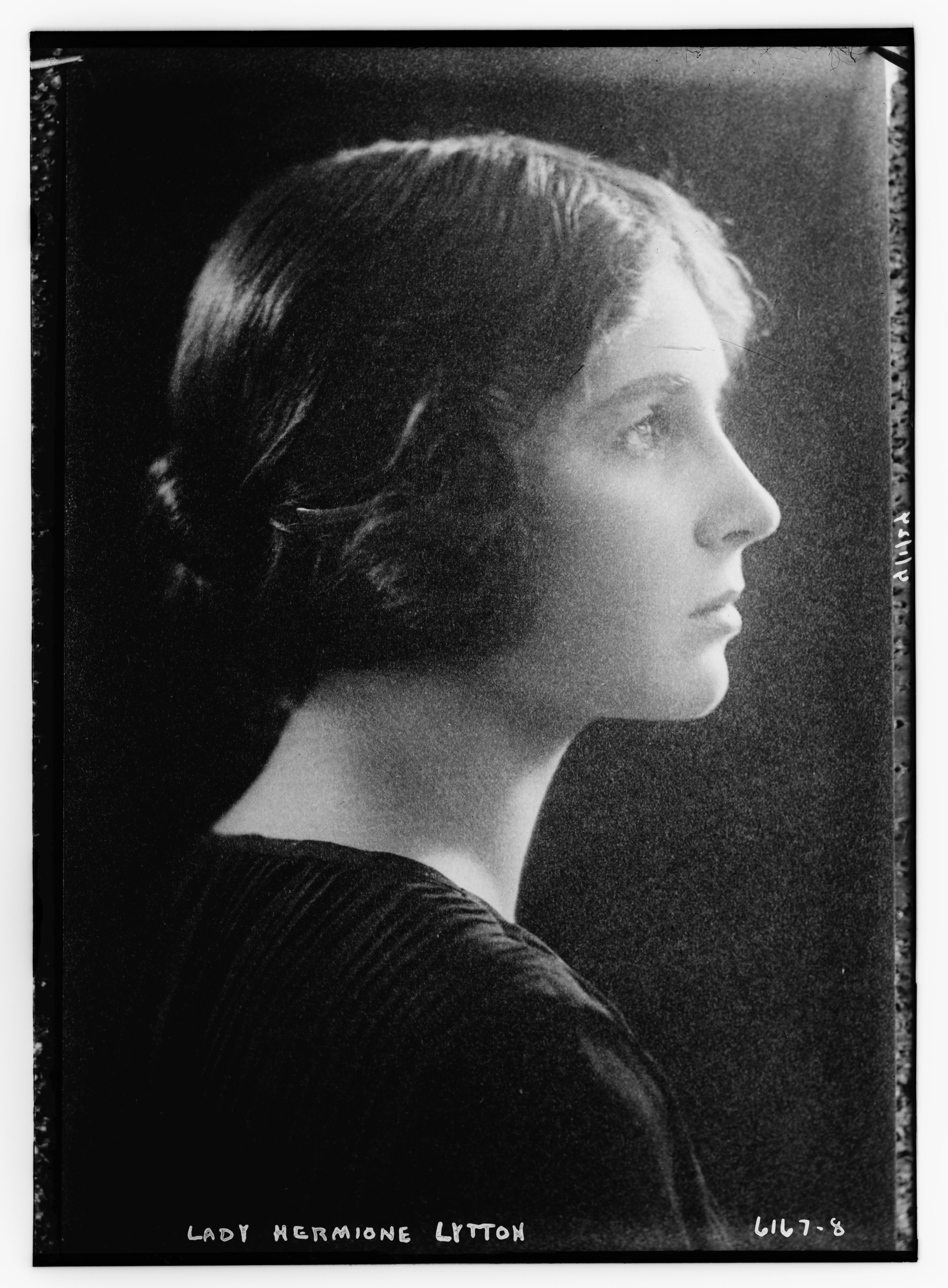
ハーマイオニー・ミリセント・リットン、1924年撮影。

1930年4月3日、マーガレット・ハーマイオニー・ミリセント・ブルワー＝リットン（1905年8月31日 – 2004年、第2代リットン伯爵ヴィクター・ブルワー＝リットンの娘）と結婚、2男2女をもうけた。ハーマイオニー・ミリセントは1925年にベンガル総督を務めていた父を訪れており、そのときにコボルドと出会った。1947年にリットン伯爵が死去すると、ハーマイオニー・ミリセントはネブワースの邸宅を相続した。
- ジェーン（1931年5月10日 – 1937年2月16日[1]）
- スーザン・ヴィクトリア（1933年5月24日 – 2021年12月14日[15]） - 1957年11月12日、クリストファー・チャールズ・ブロント（Christopher Charles Blount、チャールズ・ヒューバート・ブールビー・ブロントの息子）と結婚、子供あり[1]
- デイヴィッド・アントニー・フロマンティール（英語版）（1937年6月14日 – 2022年5月9日） - 第2代コボルド男爵[16]
- ローランド・ジョン・フロマンティール（1944年6月20日 – ） - 1969年6月3日、ソフィア・オーガスタ・ホワイト＝スパンナー（Sophia Augusta White-Spunner、ベンジャミン・N・ホワイト＝スパンナーの娘）と結婚、子供あり[1]